# Gàlag de Garnett
El gàlag de Garnett (Otolemur garnettii) és una espècie de primat de la família dels galàgids.

## Descripció
Són animals relativament petits dins del gènere Otolemur. Tenen les orelles d'uns 45 mm de mitjana, que són petites en comparació a les del gàlag de cua gruixuda, que fan 62 mm. Els mascles, lleugerament més grans, tenen un pes mitjà de 794 grams, mentre que les femelles pesen 734 grams de mitjana. El gàlag de Garnett té una cua gruixuda i espessa, que és més llarga que el seu cos. La longitud mitjana del cos és de 266 mm, mentre que la de la cua és de 364 mm.
Se'ls reconeix pel color del seu pelatge, que varia del vermell al marró grisenc, i per l'extrem marró, blanc o negre de la seva cua. El color dels seus rostres és uniforme. Les quatres subespècies de gàlag de Garnett es distingeixen entre si pel color del seu pelatge. La subespècie O. g. garnettii té tons lleugerament verdosos en el seu pelatge marró vermellós, té el ventre de color groc, i l'extrem de la cua de color negre, des de la meitat. Per altra banda, la subespècie O. g. panganiensis no té tons verds i l'extrem negre de la seva cua només és present a l'últim quart. La tercera espècie, O. g. lasiotis té un color més gris que la subespècie O. g. garnettii i tendeix a tenir l'extrem de la cua de color blanc. L'última de les quatre subespècies, la subespècie O. g. kikuyuensis, es caracteritza pel seu ventre de color blanc groguenc, un pelatge de color gris ferro, i una cua amb l'extrem negre en seu últim quart.

### Genètica
El 2006 es va completar una seqüència de baixa cobertura del genoma d'aquesta espècie. Com primat primitiu, la seva seqüència és particularment útil alhora de reduir les seqüències de primats superiors (macacos, ximpanzés, humans) a les de no primats propers, com els rosegador. La cobertura actual 2x no és suficient per crear una mapa complet del genoma, però proporciona dades comparatives amb gran part del genoma humà.

## Distribució i hàbitat
El gàlag de Garnett es troba a l'est d'Àfrica, des de la meitat sud de Somàlia fins a Tanzània, i a l'illa de Zanzíbar.
L'hàbitat natural d'aquesta espècie, són les parts mitjanes i altes dels arbres del boscos costaners, riberencs o de muntanya. També se'ls pot trobar en plantacions agrícoles.

## Comportament
Són animals nocturns i arboris, que molt rarament poden ser vistos a terra. Tant mascles com femelles viuen a territoris que no s'encavalquen amb individus del mateix sexe o edat. El territori de les femelles ocupa aproximadament unes 11,6 hectàrees, mentre que els dels mascles és d'aproximadament 17,9 hectàrees. En comparació amb les femelles, els mascles s'allunyen més del territori en el qual van néixer, i ho fan a una edat més primerenca. Els mascles són membres transitoris de grups, sent solitaris la major part del temps. Les femelles maduren i romanen en les seves àrees natals, encara que les femelles de la mateixa edat no comparteixen territoris que s'encavalquin. Les femelles emparentades són generalment les úniques que comparteixen un territori comú. Això pot explicar-se pel fet que la seva dieta està formada principalment per fruits. Durant les diferents èpoques de l'any, l'abundància i la qualitat de la fruita pot variar considerablement entre parts del bosc. Per tant, es pot haver d'excloure del grup als individus no emparentats, d'àrees del bosc que contenen recursos alimentaris variables i limitats.
La neteja i els jocs tenen lloc entre individus d'ambdós sexes. Els gàlags de Garnett corren i s'enfilen fent servir les quatres potes, encara que també ho poden fer recolzant-se només en les potes posteriors. Generalment dormen embolicats en lianes. Els mascles dormen sols, mentre que les femelles dormen amb les cries.

### Dieta
Els gàlags de Garnett s'alimenten principalment de fruits i insectes, aproximadament un 50% de cadascun.

### Reproducció
El sistema d'aparellament d'aquesta espècie és descrit generalment com a promiscu, ja que tant mascles com femelles tenen múltiples parelles. L'acte d'aparellament pot durar fins a 2 hores. S'ha suggerit que la duració extremadament llarga d'aquest acte, és un mètode que fa servir el mascle per mantenir les femelles allunyades d'altres mascles.
S'ha observat que aquesta espècie, a la natura, es reprodueix estacionalment un cop l'any, entre l'agost i l'octubre. Les poblacions captives poden donar a llum durant tot l'any, fet que indica que les femelles tenen un cicle estral continu. Les femelles donen a llum generalment una cria, a la qual alleten aproximadament uns 140 dies, un període durant el qual les mares proporcionen a les cries una llet molt energètica i les protegeixen de depredadors i altres perills. Ambdós sexes assoleixen la maduresa sexual vers els 20 mesos d'edat.
Sembla que de les cries en tenen cura exclusivament les mares, les quals les porten a la boca, deixant-les només per alimentar-se.

### Longevitat
La longevitat màxima d'aquesta espècie, registrada en captivitat, és de fins a 15 anys.

### Comunicació
Els membres d'ambdós sexes sovint fan servir comunicacions vocals. Aquestes vocalitzacions, fins i tot poden ser fetes servir per distingir-se entre individus. El seu crit més notable pot ser escoltat fins a 122 metres de distància durant 4 o 5 segons, un crit més llarg que els del gàlag de cua gruixuda. Els investigadors han estat capaços d'agrupar diferents crits basant-se en la seva funció. Han observat crits d'alarma, d'aparellament, de socors en resposta a la por, i crits de lactants, que cerquen el contacte de la mare. Fins i tot fan servir el fregament dels peus per comunicar-se. Els individus es freguen els peus contra una superfície i varien la intensitat del que so que produeixen. Aquest so és similar al soroll de fons de l'entorn, per tant els permet comunicar-se sense alertar als depredadors. També s'ha observat que els mascles freguen els peus durant trobades agressives amb altres mascles.
Una altra forma de comunicació són els senyals olfactius. S'ha observat que es fan "rentats" d'orina, els quals porten a terme orinant-se a les mans i fregant-se l'orina a les plantes dels peus. Aquest comportament permet als individus d'aquesta espècie deixar la seva empremta a tot allò que toquen. Sembla que els mascles presenten aquest comportament més sovint que les femelles. A més de fer servir les marques de la seva olor sobre objectes, també poden comunicar-se ensumant-se els uns als altres.

### Depredadors
Els depredadors més probables d'aquesta espècie són les genetes (geneta tacada) i els escurçons bufadors.

## Subespècies
Hi ha quatres subespècies de gàlag de Garnett reconegudes:
- Otolemur garnettii garnettii
- Otolemur garnettii lasiotis
- Otolemur garnettii kikuyuensis
- Otolemur garnettii panganiensis

## Estat de conservació
Els gàlags de Garnett estan catalogats en risc mínim a la Llista Vermella de la UICN i a l'Apèndix II del CITES, per limitar el comerç internacional d'aquesta espècie.